# Paul Hogan
Paul Hogan (født 8. oktober 1939 i Lightning Ridge, New South Wales, Australien) er en australsk film- og fjernsynsskuespiller.
Han var i slutningen af 1970'erne midtpunkt i The Paul Hogan Show på australsk fjernsyn, og fik en enorm biografsucces med den folkelige komedie Crocodile Dundee (1986; opfølger 1988 og 2001). Senere film, bl.a. Almost an Angel (1990) og Lightning Jack (1994).